# アトミウム

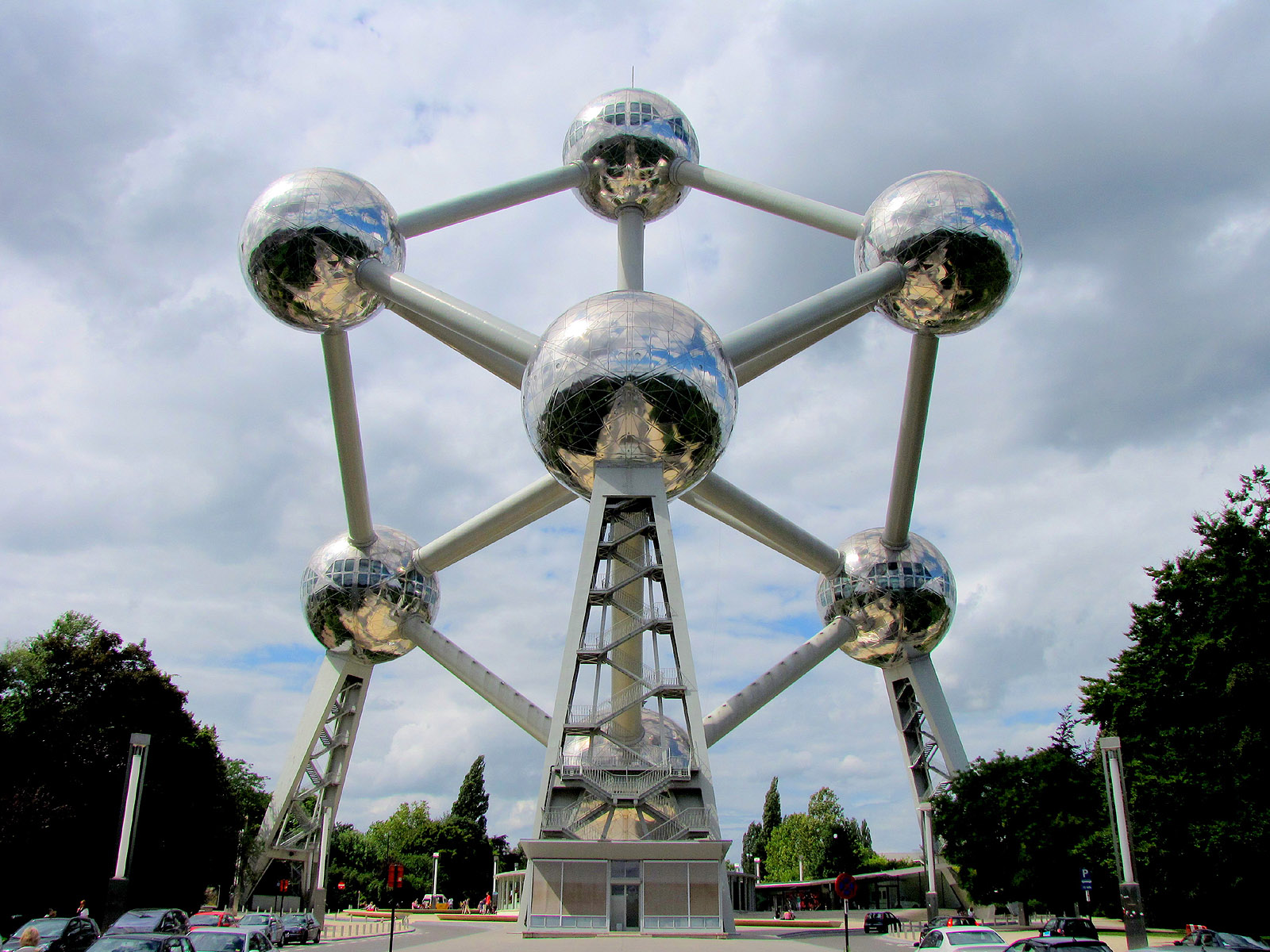
アトミウム

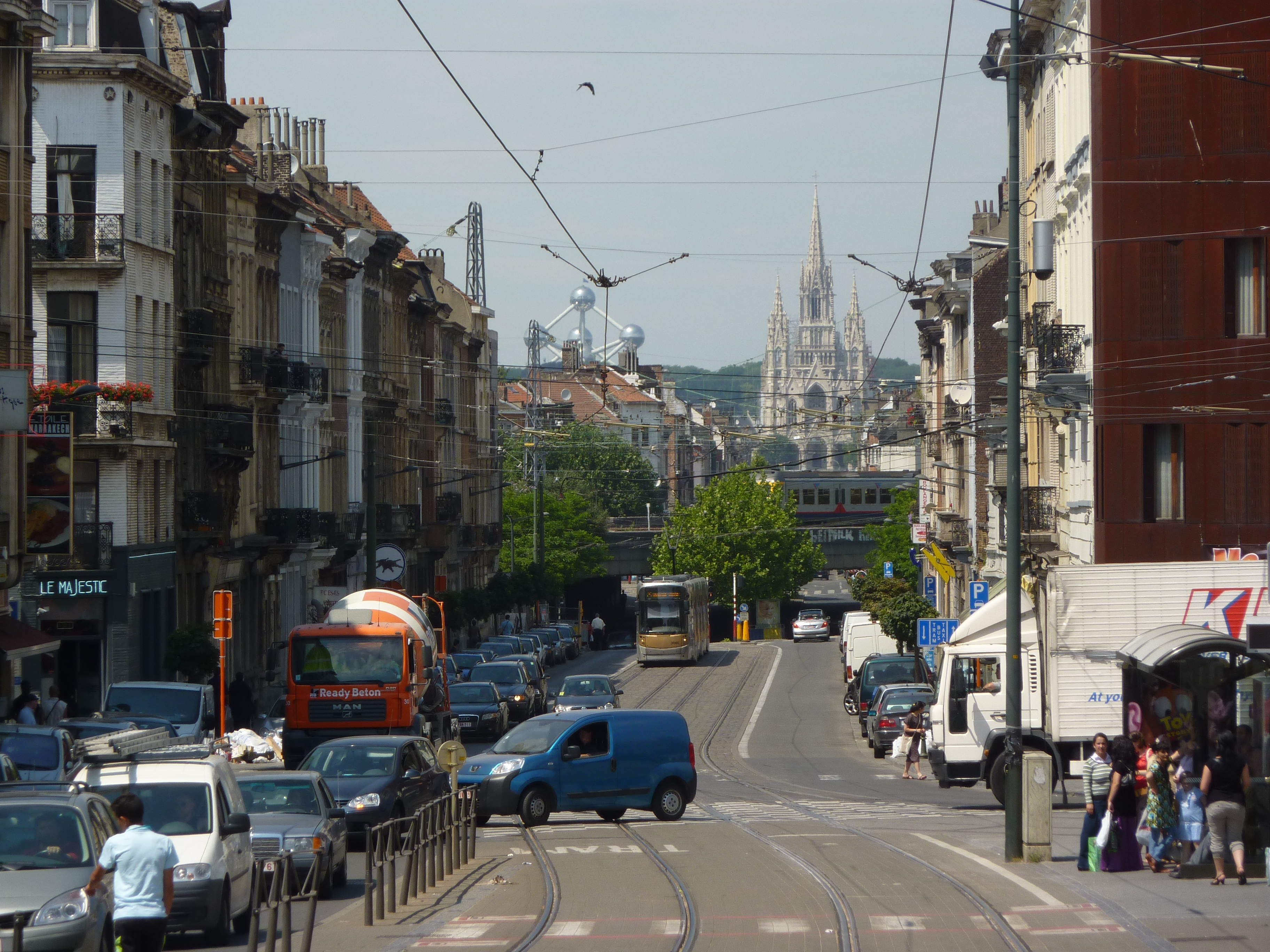
ブリュッセル市街地。街並みの向こうにラーケン・ノートルダム教会とアトミウムが垣間見える

アトミウム（Atomium）は、1958年のブリュッセル万国博覧会のために建設されたモニュメントで、現在もブリュッセル北西の万博会場跡地・エゼル公園（Heysel）に建つ。
高さは103mで、鉄の結晶構造（体心立方格子構造）を1650億倍に拡大したものである。アトミウムの形状は、一つの頂点を底にして斜めに倒された立方体になっている。9つの球体（直径18m）が原子をあらわし、各頂点に位置する8つの球体を結ぶ12の辺と、中心の球体から各頂点へ伸びる8つの軸は鋼鉄のチューブでつながれている。
チューブの中には最長35mのヨーロッパ有数の長さのエスカレータが通り、各球体を結んでいる。最上部の球体は展望レストランになっており、ブリュッセル市街を一望の下に見渡せる。他の球体では1950年代を振り返る展示が行われている。球体のうち、上のほうにある3つは垂直の支えがないため、安全上の理由から一般には公開されていない。

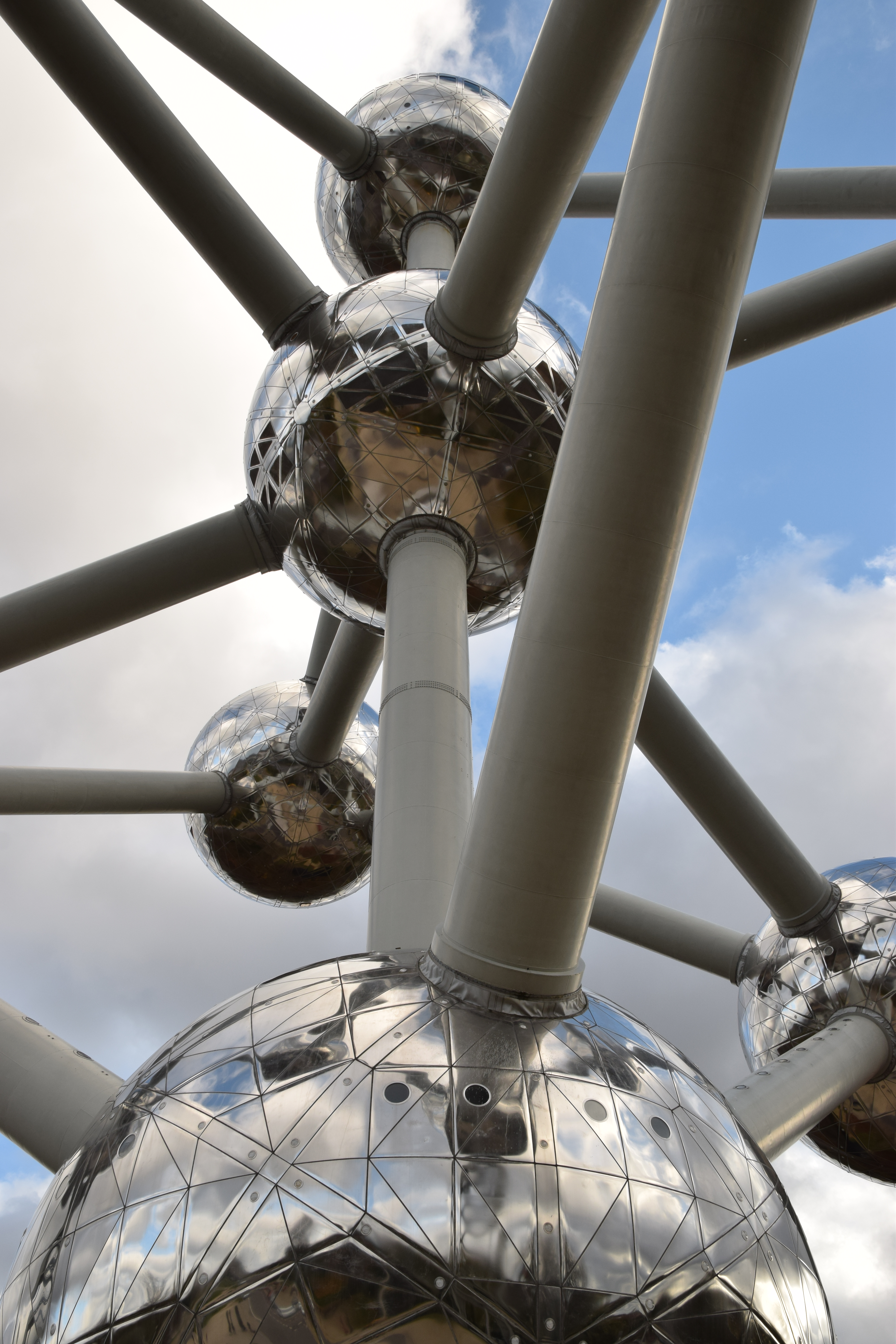
アトミウムを見上げた写真

## 歴史
アトミウムは万博のシンボルとして、ベルギーの技術力のシンボルとして企画され、金属工学技師・建築家であったアンドレ・ワーテルケインによって設計された。当初はエッフェル塔を逆さにした形状の塔を建てるアイデアもあったが、原子構造のほうがより今の時代にふさわしいとワーテルケインは考えた。
アトミウムは万博の期間中人気を博し、結局閉会後も保存されることになった。
アトミウムの球体表面のアルミニウム板が劣化したため、2004年3月からアルミをステンレス鋼板に張り替える大工事が行われた。修復費用を支えるために古いアルミ板（各々、2m近い大きさの三角形）が1000ユーロで一般に記念品として売り出された。2004年10月に一旦閉鎖し内装や展示なども一新され、2006年2月18日に再びオープンした。新しいアトミウムは子供のための宿泊施設「キッズ・スフェア・ホテル」も備えている。

## 周辺
アトミウムは小便小僧に匹敵するブリュッセルのシンボルとして親しまれている。アトミウム周辺のエゼル公園にはサッカーや陸上競技が行われるボードゥアン国王競技場やミニチュアパーク「ミニヨーロッパ」がある。

## アトミウムの画像に関する著作権
ワーテルケインはアトミウムおよびその複製の著作権を保有し、2002年に著作権を息子に譲った後2005年に死去した。ベルギーの著作権管理団体SABAMは、アメリカの著作権管理団体ARSを通じ、世界中のどこにおいてもアトミウムの画像の複製や再生に関しては知的財産権が発生すると広報している。たとえばSABAMはアメリカの多数のウェブサイトの管理人に対し、許可を得ずに掲載されているアトミウムの画像すべてを消去するよう求めている。
2015年夏、ベルギーの政党である「フラームス自由民主」（Open VLD）は、「パノラマの自由」をベルギーに採り入れる法案を提出し、2016年6月、ベルギー議会は商法典にパノラマの自由に関する条項を加筆する改正案を可決した。これによりアトミウムを含め、公共の場に置かれた建築や芸術作品については、著作権が終了していなくても写真に撮って出版・公開することが合法化された。

## ギャラリー

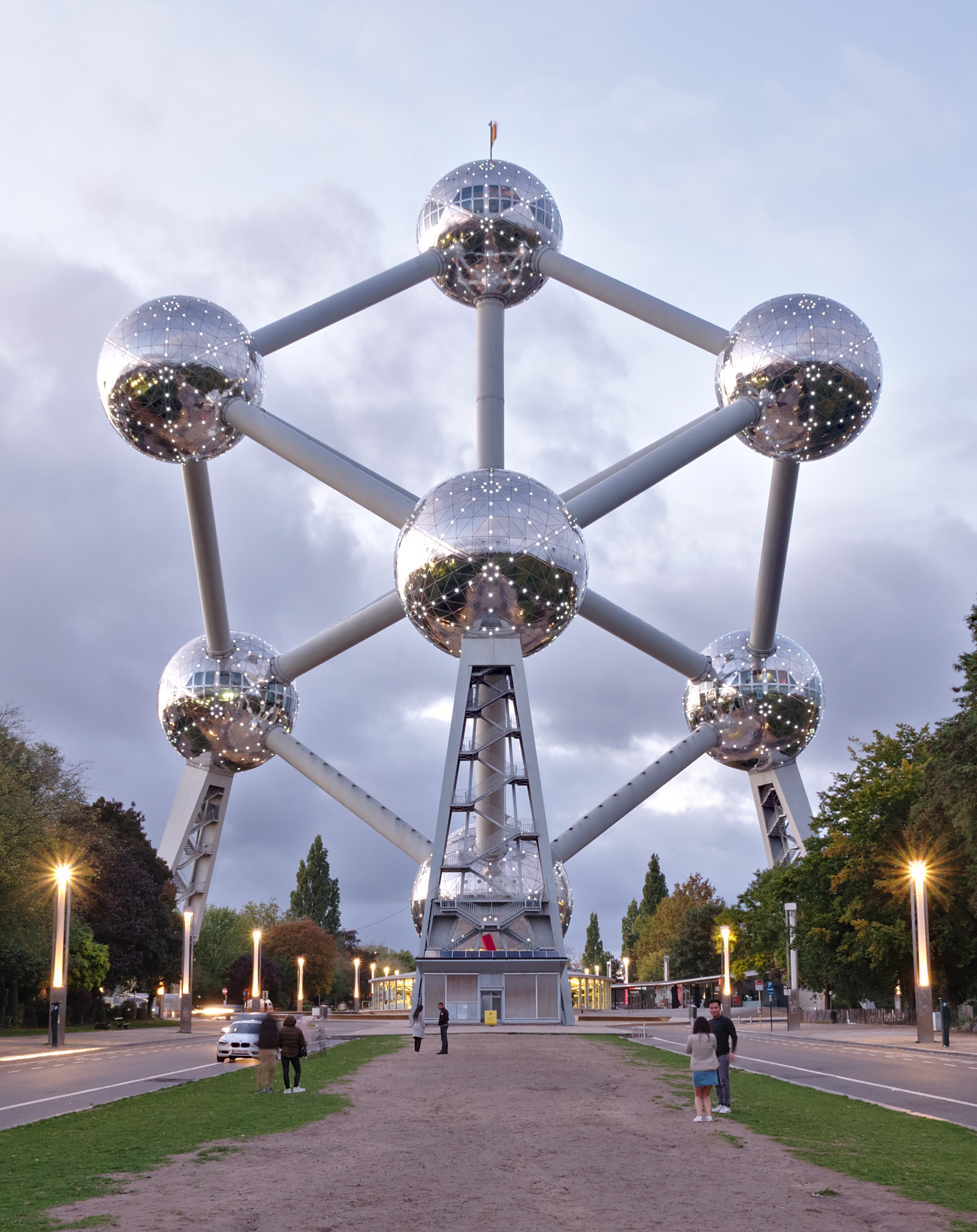
夕暮れのアトミウム
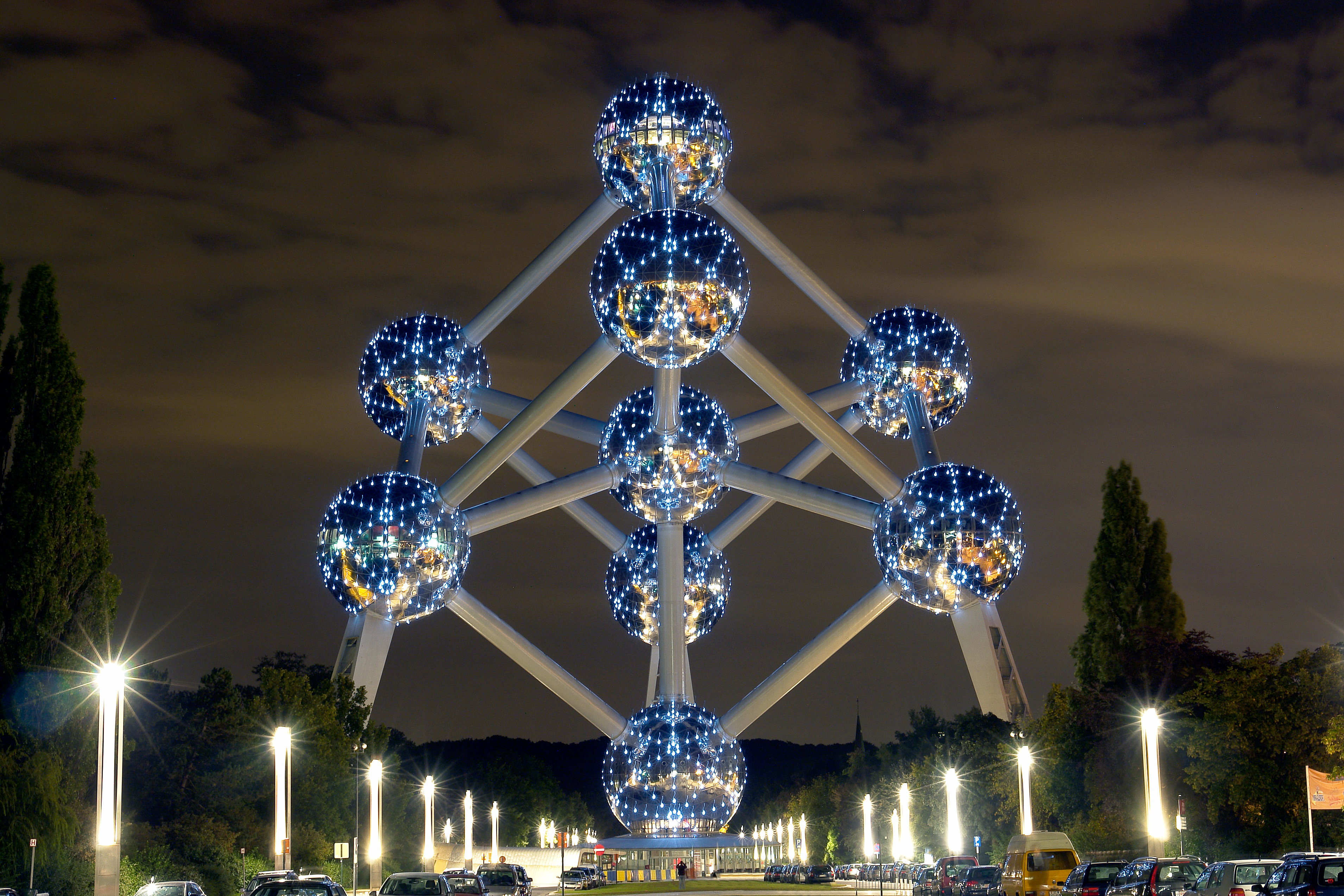
LEDライトで照らされた夜のアトミウム
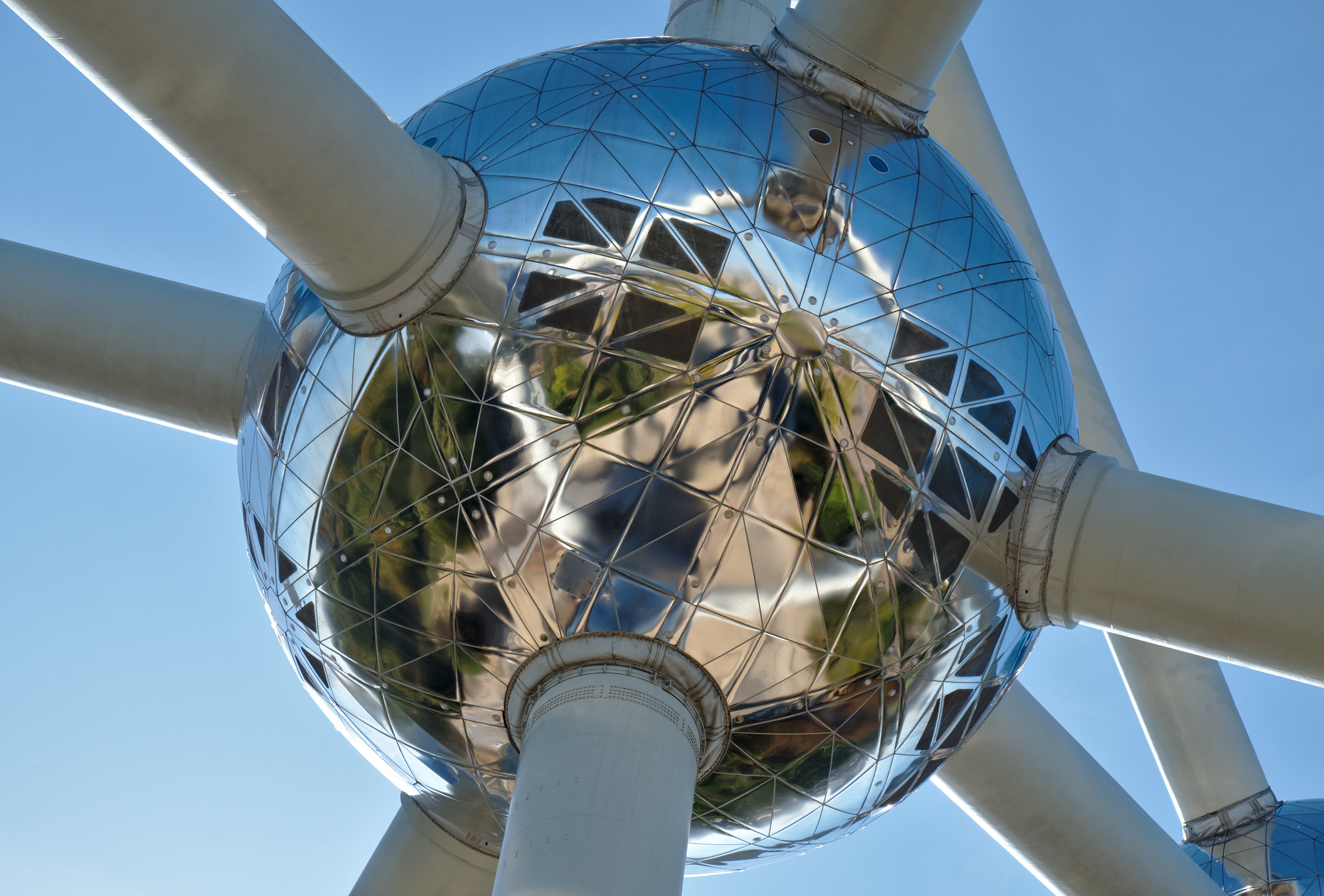
中央の球体
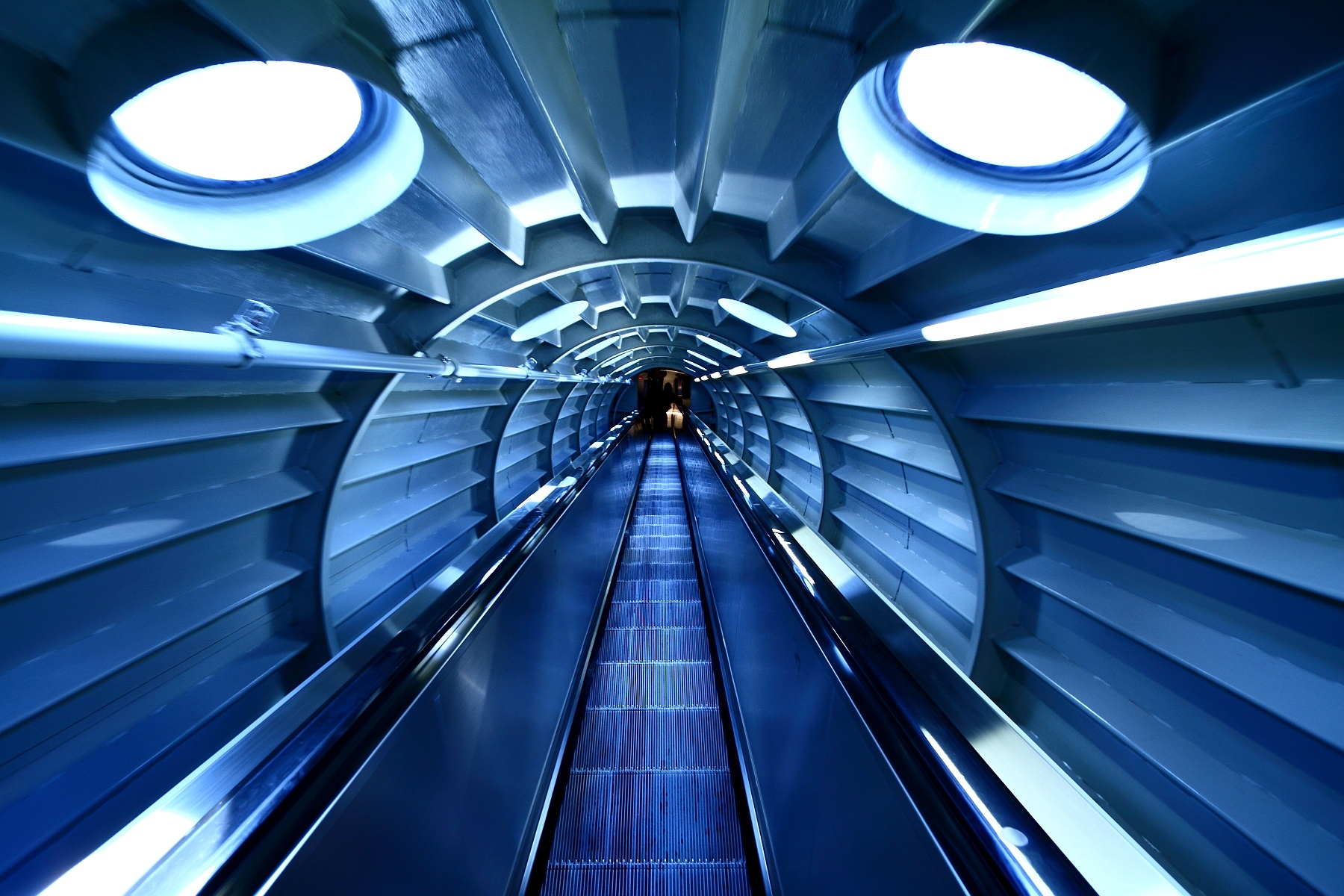
球体と球体を結ぶエスカレーター

## 登場する作品
- DomiNations（英語版） - Big Huge Gamesが2015年に配信したストラテジーゲーム。